# أسطول الحرية

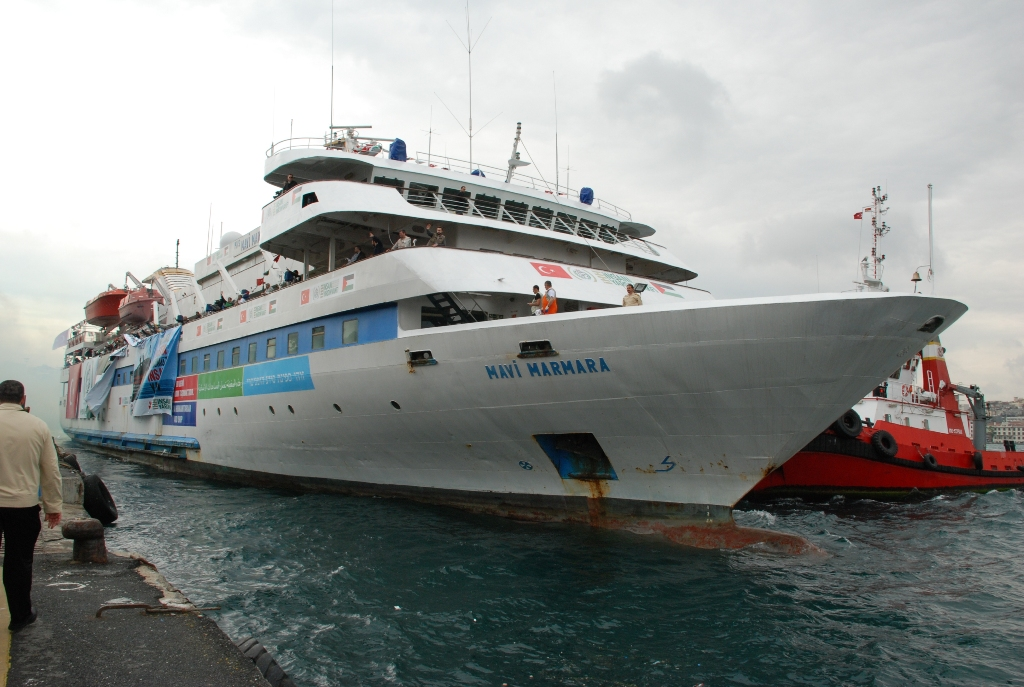
السفينة «مافي مرمرة» التابعة للأسطول قبل مغادرتها إسطنبول يوم 22 مايو

أسطول الحرية؛ هو مجموعة من ست سفن، تضم سفينتين تتبع مؤسسة الإغاثة الإنسانية التركية واحدة من هاتين السفينتين «مافي مرمرة» ومولت السفينة الأخرى بتمويل كويتي وجزائري، وثلاثة سفن أخرى تابعة للحملة الأوروبية لرفع الحصار عن غزة وحملة السفينة السويدية وحملة السفينة اليونانية ومنظمة غزة الحرة، تحمل على متنها مواد إغاثة ومساعدات إنسانية، بالإضافة إلى نحو 750 ناشطا حقوقيا وسياسيا، بينهم صحفيون يمثلون وسائل إعلام دولية. جهزت القافلة وتم تسييرها من قبل جمعيات وأشخاص معارضين للحصار الإسرائيلي المفروض على قطاع غزة منذ العام 2007، ومتعاطفين مع شعبه.، وفي مقدمة المنظمين لرحلة أسطول الحرية مؤسسة الإغاثة الإنسانية التركية.

انطلق أسطول السفن من موانئ لدول مختلفة في جنوب أوروبا وتركيا، وكانت نقطة التقاءها قبالة مدينة ليماسول في جنوب قبرص، قبل أن تتوجه إلى القطاع مباشرة. انطلق الأسطول باتجاه قطاع غزة في 29 مايو 2010، محملا بعشرة آلاف طن من التجهيزات والمساعدات، والمئات من الناشطين الساعين لكسر الحصار، الذي قد بلغ عامه الثالث على التوالي. 

بعد هذا الأسطول الأول، ثم تنظيم أسطول الحرية 2 في 2011، وأسطول الحرية 3 في 2015 و2025 لكسر الحصار الشامل على غزة خلال عملية الإبادة الجماعية الإسرائيلية للقطاع.

## السفن والشخصيات المشاركة

### السفن المشاركة
شاركت ثماني سفن في قافلة أسطول الحرية من أكثر من دولة شرق أوسطية وعربية وأوروبية، إلا أن سفينتين من الأسطول تعطلتا لأسباب فنية، وتوجه إلى كسر الحصار ست سفن فقط؛ وهذه مجموعة السفن المشاركة:
- مافي مرمرة[3]
- غزة
- شلنجر 1[4]
- شلنجر 2[4]
- Eleftheri Mesogeios[5]
- Sfendoni[5]
- ديفن واي
- إم في راشيل كوري[6]

### أبرز الشخصيات المشاركة
شاركت شخصيات كثيرة في قافلة كسر الحصار من 50 دولة مختلفة، ومن أبرز المشاركين فيها أعضاء من البرلمان الأوروبي والألماني والإيطالي والأيرلندي، وأعضاء آخرين من البرلمان التركي والمصري والكويتي والمغربي والجزائري والأردني، وكذلك أعضاء عرب من الكنيست الإسرائيلي، بالإضافة إلى أكثر من 750 شخصية ناشطة في المجال الحقوقي تضم عددا من الإعلاميين، وهذا يعتبر أكبر تحالف دولي يتشكل ضد الحصار المفروض على غزة، ويعد كذلك أكبر حملة تسعى إلى كسره؛ وهذه مجموعة من أبرز الشخصيات المشاركة في القافلة:
- رائد صلاح - رئيس الحركة الإسلامية في الداخل الفلسطيني.
- ياسر قشلق - رئيس حركة فلسطين حرة.
- نادر السقا - عضو الجالية الفلسطينية في ألمانيا.
- حنين الزعبي - نائبة في الكنيست الإسرائيلي.
- هيلاريون كابوتشي - رئيس الأساقفة الفخري في القدس لكنيسة الروم الملكيين الكاثوليك.
- عباس ناصر - مراسل قناة الجزيرة الفضائية في لبنان.
- جمال الشيال - مراسل قناة الجزيرة الإنجليزية الفضائية في قطر.
- وليد الطبطبائي - عضو مجلس الأمة الكويتي.
- سنان البيرق - ممثل تركي.
- إبراهيم سيدييانى، الصحافي والكاتب.
- فرقان دوجان
- هشام غوناي
- سيفديت كيليقلر
- سيتين طوبق أوغلو
- منصف المرزوقي - رئيس تونس السابق
- طلعت حسين - صحفي باكستاني، والمدير التنفيذي لقناة آج الباكستانية.
- رضا آغا - مراسل أخبار، تابع لقناة آج الباكستانية.
- عباس اللواتي - صحفي ومراسل جريدة أخبار الخليج في دبي.
- حسن عبد الغني - صحفي اسكتلندي، وصانع أفلام وثائقية.
- تيريزا مكدرموت - ناشطة اسكتلندية، تعرضت للحبس 4 أيام في سجن الرملة، لمحاولتها تقديم معونات إلى غزة في عام 2009.
- ميريد كوريجان - مناضلة مسالمة من أيرلندا الشمالية، وحاصلة على جائزة نوبل للسلام.
- أنجيس سنودايه [الإنجليزية] - عضو في البرلمان الأيرلندي.
- إيرا لي [الإنجليزية] - مخرج برازيلي.
- أنيت غروث - عضو في البرلمان الألماني (بوندستاغ) عن الحزب اليساري.
- إنجي هوجر [الألمانية] - عضو في البرلمان الألماني (بوندستاغ) عن الحزب اليساري.
- نورمان باييك [الألمانية] - عضو سابق في البرلمان الألماني (بوندستاغ) عن الحزب اليساري.
- جو ميدورس - أحد الناجين من حادثة يو أس أس ليبرتي.
- هينينج مانكيل - كاتب سويدي.
- درور فيلر [الإنجليزية] - فنان سويدي إسرائيلي.
- محمد قبلان - عضو في البرلمان السويدي.
- ماتياس جارديل - مؤرخ سويدي.
- بول مكجياف - صحفي ومراسل جريدة سيدني مورنينج هيرالد.
- هزاع المسوري - عضو مجلس النواب اليمني.
- محمد الحزمي - عضو مجلس النواب اليمني.
- محمد البلتاجي - عضو بالبرلمان المصري
- حبيب أبو محفوظ - مراسل قناة الأقصى في الأردن.
- خضر المشايخ - مدير قناة اليرموك في الأردن.
- فتحي أبونصار - رئيس لجنة الحريات النقابية في الأردن
- حازم فاروق - عضو بالبرلمان المصري
- عبد الرزاق مقري - رئيس حركة مجتمع السلم الجزائرية -المديرالتنفيذي لمؤسسة القدس العالمية بالجزائر.
- چريتا تونبرچ - ناشطة سويدية تعمل على وقف الاحتباس الحراري وتغير المناخ ومناهضة للإستعمار والرأس مالية.
- ريما حسن - محامية وسياسية من أصل فلسطيني وأول فرنسية من أصل فلسطيني تصبح عضوة في البرلمان الأوروبي.

## استعدادات وتحديات

### على الصعيد الفلسطيني
تواصلت الاستعدادات في قطاع غزة لاستقبال القافلة التي تسعى لكسر الحصار الإسرائيلي المفروض عليه. حيث قامت لجنة استقبال «سفن كسر الحصار»، التابعة لحركة حماس باستكمال الاستعدادات في مرفأ الصيد الصغير، غرب مدينة غزة لاستقبال هذه السفن. وقد كان من المُخطط أن ينطلق حوالي 100 قارب فلسطيني لاستقبال الأسطول في عُرض البحر.
وقد طالب إسماعيل هنية رئيس الحكومة المقالة، والقيادي الكبير في حماس، المجتمع الدولي بمساندة السفن المتجهة إلى غزة. وقال هنية في كلمة له خلال حفل افتتاح مرفأ الصيادين في غزة بعد تجهيزه لاستقبال السفن: «نطالب الاثنين، المجتمع الدولي والمؤسسات الدولية وأحرار العالم، أن يقفوا إلى جانب القافلة، وأن يتصدوا لعربدة الاحتلال في البحر، وأن يساندوا أبناء الشعب الفلسطيني في غزة».
وأضاف هنية: «الحصار سوف يكسر إن وصلت هذه القافلة إلى غزة، إن وصلت القافلة، فسيكون ذلك نصرا لغزة ومن في القافلة»، وتابع: «إن تعرض لها الصهاينة ومارسوا إرهابهم، فهو نصر لغزة والقافلة، لأنها ستصبح فضيحة سياسية وإعلامية دولية، وستحرك من جديد قوافل أخرى لكسر الحصار».

### على الصعيد الإسرائيلي
حذرت إسرائيل من أنها ستستخدم القوة لاعتراض القافلة، وسترحل الناشطين الموجودين على متنها. حيث قال متحدث باسم الجيش الإسرائيلي، أن سفنا حربية إسرائيلية، قد تحركت إلى عرض البحر لاعتراض قافلة السفن، ومنعها من الوصول إلى غزة، وكسر حصارها.
وقال وزير الخارجية الإسرائيلي أفيجدور ليبرمان: «أن بلاده قد استعدت لإيقاف قافلة السفن مهما كان الثمن»، ووصف قافلة السفن بأنها نوع من «التحرش»، داعيا المجتمع الدولي إلى ما أسماه «تفهم إجراءات إسرائيل الصارمة»، وأضاف: «لدينا كل العزم والإرادة السياسية، لمنع هذا التحرش ضدنا، أعتقد أننا مستعدون مهما كان الثمن لمنع هذا التحرش».
وقال مسئولون عسكريون إسرائيليون، أن مجموعة أولية من السفن الحربية، قد اتجهت إلى عرض البحر، استعدادا لوصول قافلة السفن، وأنه تم إعداد خطط لإرسال سفن حربية إضافية، بعد ورود تقارير أشارت إلى أن بعض السفن في القافلة تعاني من بعض المشكلات الميكانيكية.
وأضافوا أنهم سيقومون باعتراض طريق السفن، واقتيادها إلى ميناء إسدود الإسرائيلي، والتي جهزت لهذا الغرض، ومن ثم، تخيير الناشطين بين المغادرة أو السجن. وسيقومون بعد الفحص الأمني لحمولة السفن، بنقلها إلى غزة عبر الأمم المتحدة، وأشاروا إلى أنهم يأملون أن تحل القضية سلميا، بيد أنهم مستعدون لاستخدام القوة إذا كان ذلك ضروريا.

## الاعتداء
في فجر يوم 31 مايو، 2010 بعد الساعة الرابعة فجرًا، تم الهجوم على سفن أسطول الحرية في المياه الدولية من قبل القوات الإسرائيلية، حيث قتلت 9 وأصيب أكثر من 26 من المتضامنين، في أحداث وصفتها مصادر عديدة «بالـمجزرة» و«الجريمة» و«إرهاب الدولة». وقد نفذت عملية الهجوم على الأسطول قوات إسرائيلية خاصة، حيث استخدمت هذه القوات الرصاص الحي والغاز. وقد روى شهود عيان ممن كانوا على متن سفينة مرمرة التركية، أن قوات البحرية الإسرائيلية قامت بإضعاف البث حتى لا يستطيع الإعلاميون نقل الحدث إلى العالم وحاوت أن تصعد على متن السفينة عن طريق إلقاء حبال من القوارب السريعة إلى ظهر السفينة وبالطلقات المطاطية ورش الماء على المتضامنين ولكن المتضامنين إستطاعو أن يبعدو الحبال التي قذفت على ظهر السفينة فمنعو الجيش الإسرائيلية من الصعود على ظهرها. فاستخدم الجيش المروحيات والقنابل الصوتية وانهالوا على المركب بالرصاص الحي، وخصوصا على غرفة البث، مما مكن الجنود أن يستولوا على السفينة.

## الأسطول بعد انتهاء الرحلة
اعتبرت العديد من المصادر أن رحلة أسطول الحرية شكلت نقطة جديدة في سياسة منطقة الشرق الأوسط، وذلك لجهة ما تلته من أحداث انعكست على العلاقات الإسرائيلية التركية، ودور تركيا المتزايد في المنطقة، وفي واشنطن دي سي طالب 87 عضوًا في مجلس الشيوخ الأمريكي باعتبار مؤسسة الإغاثة الإنسانية التركية منظمة إرهابية، وذلك لأن هذه المؤسسة التركية هي التي نظمت رحلة الأسطول، كما شكرت هذه المجموعة البرلمانية موقف الإدارة الأمريكية الداعم لإسرائيل في مجلس الأمن، معتبرةً أن من حق إسرائيل منع المواد التي تستخدم في الهجوم عليها من الوصول إلى قطاع غزة.

## أسطول الحرية 2
في عام 2011، تحرّكت مجموعة أخرى من السفن من اليونان وأخرى من كورسيا على متنها 6 أشخاص، والمشاركون في هذا الأسطول ناشطون من 22 دولة منها إيرلندا النرويج، وكذلك يضم الإسطول سفينة شحن من فلسطيني الشتات، وتحمل السفن أدوية وسيارة إسعاف وكميات من الإسمنت.